# Щепное
Щепное (баш. Щепной) — деревня в Благовещенском районе Башкортостана, относится к Тугайскому сельсовету.

## Население
| 2002 | 2009 | 2010 |
| ---- | ---- | ---- |
| 17   | ↘8   | ↗9   |

Согласно переписи 2002 года, преобладающие национальности — марийцы (59 %), русские (41 %).

## История
Эта небольшая деревня расположена вдоль автомобильной трассы между городами Уфой и Благовещенском.
В справочниках 1959 и 1969 годов деревня еще не упоминается. До 1984 года данный населенный пункт входил в состав Турбаслинского сельсовета, затем — Тугайского.

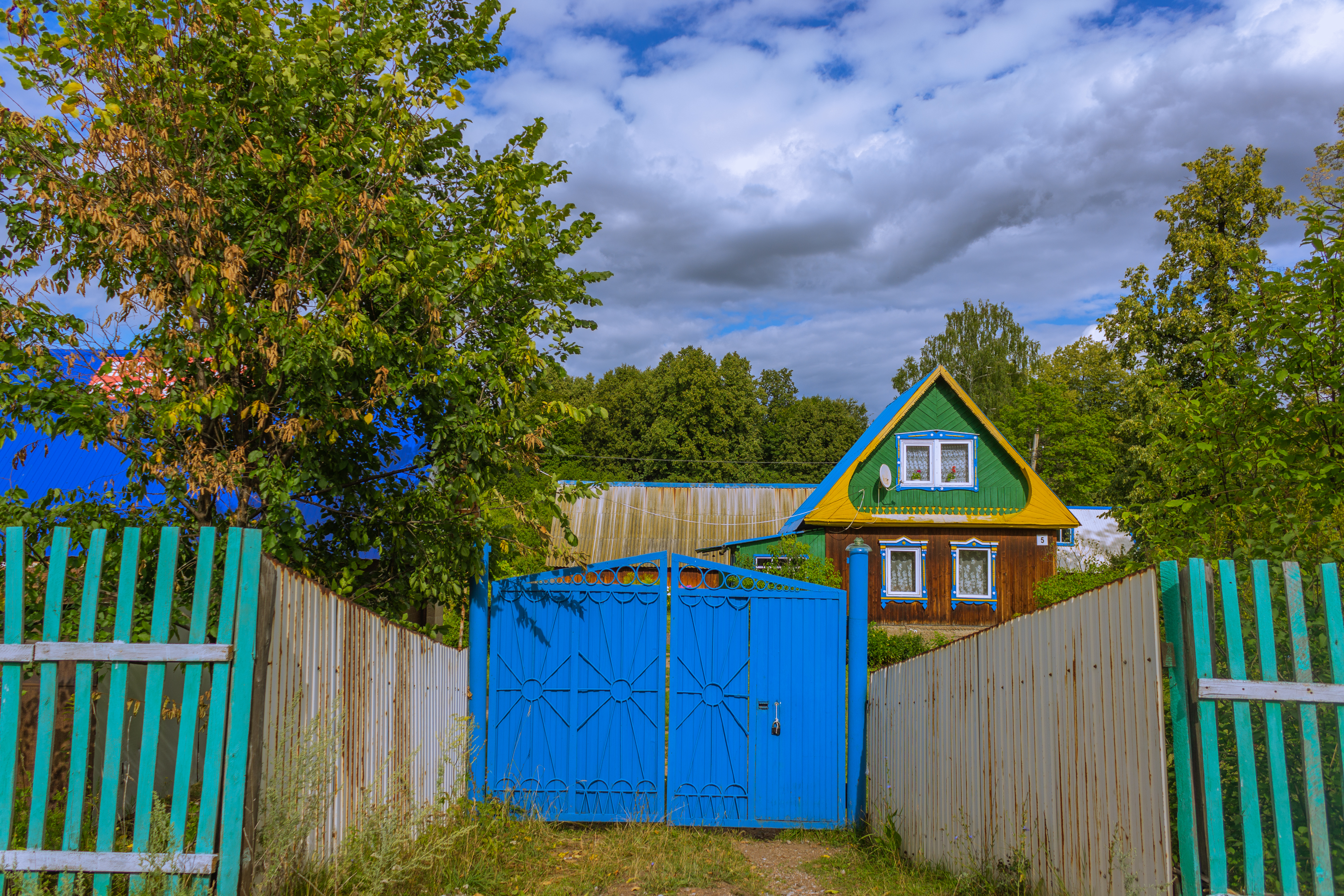
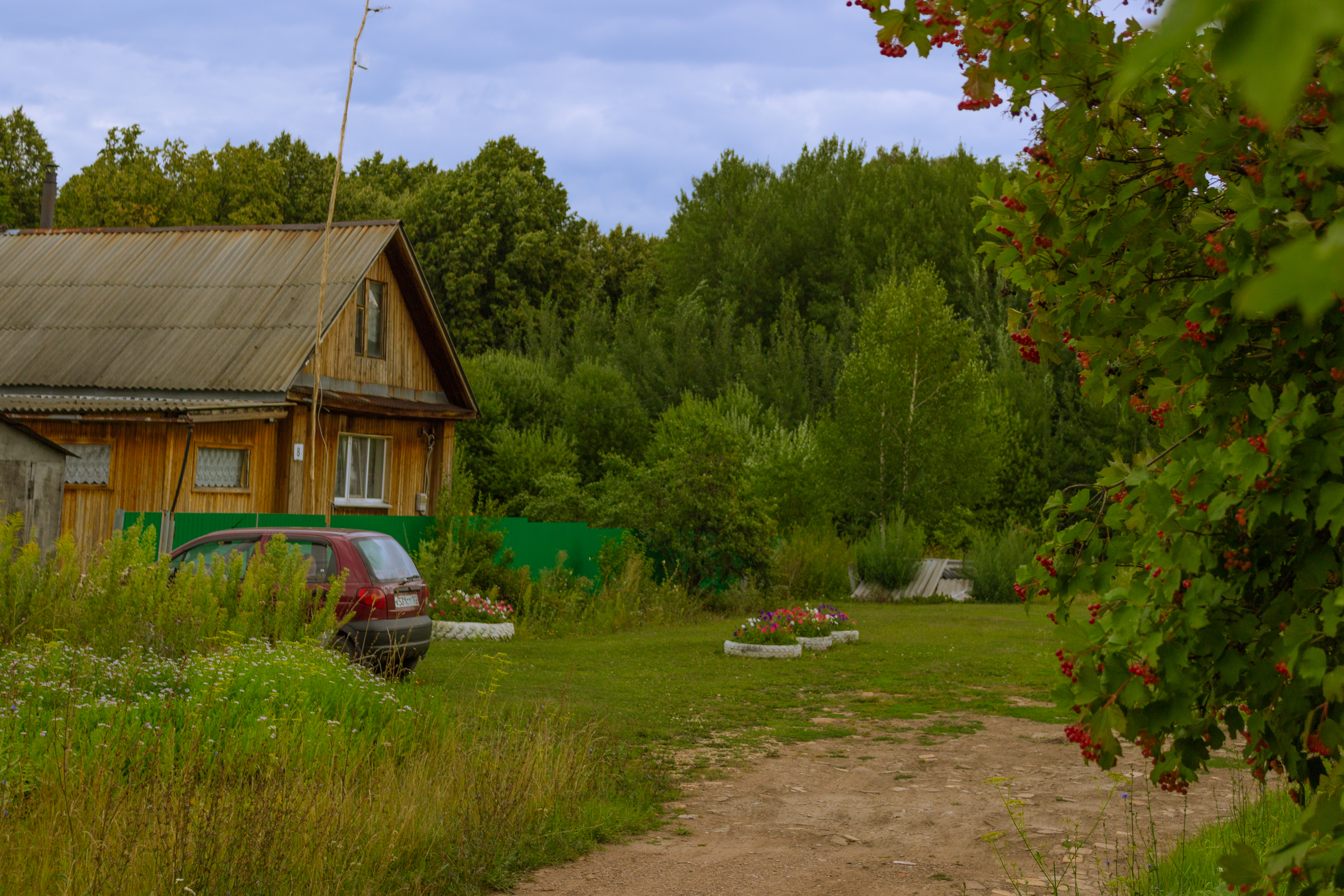
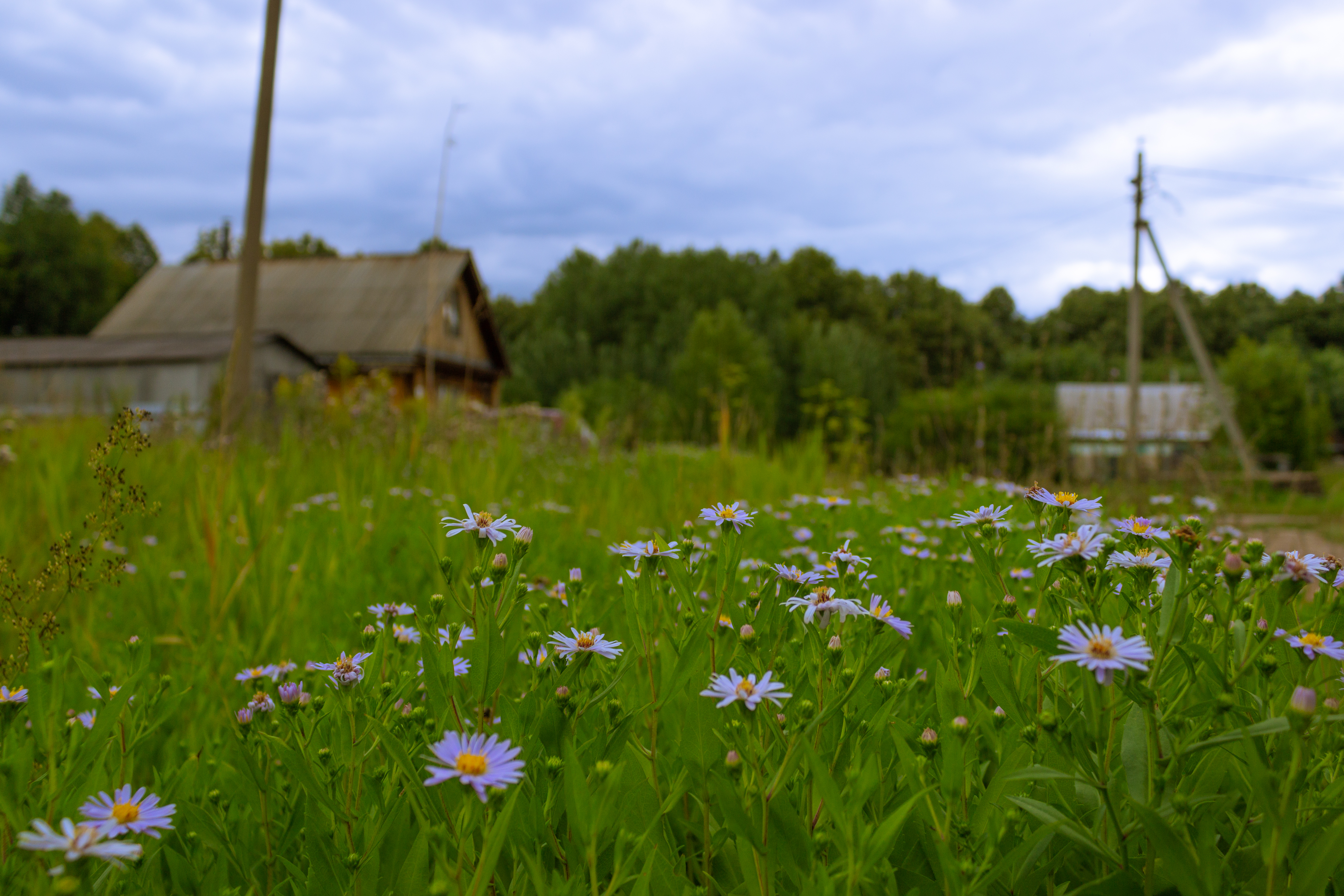

## Географическое положение
Расположена вдоль трассы Уфа — Янаул, посередине между городами Уфой и Благовещенском.
Расстояние до:
- районного центра (Благовещенск): 12 км,
- центра сельсовета (Тугай): 21 км,
- ближайшей ж/д станции (Загородная): 13 км.

## Улицы
В деревне одна улица Щепная.